# 薄叶假柴龙树
薄叶假柴龙树（学名：Nothapodytes obscura）为茶茱萸科假柴龙树属下的一个种。

## 扩展阅读
- 維基物種上的相關：薄叶假柴龙树